# Navua
Navua is een stad in Fiji en is de hoofdplaats van de provincie Namosi in de divisie Central.
Navua telde in 2007 bij de volkstelling 4969 inwoners.

## Overleden
- Rajnil Chand (1984-2022), voetballer